# سكارليت (مورتال كومبات)
سكارلت هي إحدى شخصيات لعبة مورتال كومبات دموية تم تبينها من قبل إمبراطور شاو كان.

## ولادتها
ولدت في حي فقير بدون اب وام وقام شاو كان بتعليمها سحر دماء. ظهرت شخصية في مورتال كومبات 2 لكنها كانت ذات لون احمر بخلل في شخصية كيتانا وقالوا لاعبون بانها نينجا حمراء وفي مورتال كومبات 9 ظهرت سكارلت في ساحة شاو كان مقيدة. تعتبر كيتانا أخت غير شقيقة لسكارليت بالتبني.

## قدراتها
تمتلك سيفا أو خطاطيف دموية من أجسام خصوم ويمكن أيضا أن تصنع أسلحة بالدم.